# Schlacht bei Tippermuir
Die Schlacht von Tippermuir (auch bekannt als die Schlacht von Tibbermuir) am 1. September 1644 war die erste Schlacht, die James Graham, 1. Marquess of Montrose für König Karl I. im schottischen Kriegsschauplatz der Kriege der drei Königreiche führte. Während der Schlacht besiegten Montroses royalistische Kräfte eine Armee der Covenanter-dominierten schottischen Regierung unter John Wemyss, Lord Elcho. Die Regierungsseite erlitt schwere Verluste.
Das Schlachtfeld ist derzeit im Inventar von Historic Environment Scotland erfasst und gemäß der Scottish Historical Environment Policy von 2009 geschützt.

## Hintergrund
Gemäß den Bedingungen des Solemn League and Covenant von 1643 hatte das schottische Parlament, das von einer strengen presbyterianischen Fraktion dominiert wurde, die als Covenanters bekannt war, zugestimmt, auf der Seite der Parlamentarier im Ersten Englischen Bürgerkrieg zu intervenieren. Auf Einladung des englischen Parlaments marschierte im Januar 1644 eine große schottische Armee unter Alexander Leslie, 1. Earl of Leven nach England. Die royalistische Partei, die befürchtete, dass das Eingreifen der Schotten entscheidend sein könnte, suchte nach Möglichkeiten, Truppen in Schottland zu binden, um deren Unterstützung für die englischen Parlamentarier zu verhindern.
König Karl I. hatte Montrose, einen unzufriedenen ehemaligen Unterzeichner des Covenants, bereits zum Generaloberbefehlshaber in Schottland ernannt. Ein erster Versuch von George Gordon, 2. Marquess of Huntly und Montrose, einen royalistischen Aufstand zu starten, scheiterte jedoch kläglich. Die royalistischen Pläne wurden jedoch vorangetrieben, als das konföderierte Irland auf Betreiben des Earl of Antrim die Royalisten unterstützte, indem es 2000 Berufssoldaten nach Schottland entsandte, die von Antrims Verwandtem Alasdair MacColla angeführt wurden. Die Iren landeten Anfang Juli 1644 an der Westküste bei Ardnamurchan und versuchten zunächst, sich mit Huntly zu verbinden, doch dieser hatte sich zu diesem Zeitpunkt bereits praktisch zurückgezogen. Montrose war jedoch in der Lage, Mac Colla Ende August in Blair Atholl zu treffen. Mac Colla hatte sich bereits einem Kontingent des Clan MacDonald of Keppoch angeschlossen und hatte effektiv 400–500 Männer aus Badenoch dazu gezwungen, sich seiner Truppe anzuschließen, indem er lokalen Gutsherren Druck machte. Ihre Armee wurde durch ein kleines Regiment von Männern aus Atholl verstärkt, das Patrick Graham of Inchbrackie für Montrose aufgestellt hatte.
Von Blair Atholl aus marschierte Montrose rasch in südöstlicher Richtung zur strategisch gelegenen Stadt Perth. Da der Großteil der besten Truppen mit Leslie in England war, stellte die schottische Regierung eilig eine Armee zur Verteidigung der Stadt auf, die unter dem Oberbefehl von John Wemyss, Lord Elcho und James Murray, Earl of Tullibardine stand. Während Tullibardine und Elcho zwei kleine Regimenter relativ unerfahrener regulärer Truppen zur Verfügung standen, bestand der Großteil ihrer Männer aus untrainierten Milizen: Der Befehl zur Versammlung in Perth wurde erst vier Tage vor der Schlacht ausgegeben. Eine Gruppe von Milizen aus Perthshire aus dem Clan Stewart, dem Clan Robertson und dem Clan Graham, angeführt von Lord Kilpont, James Stewart of Ardvorlich und Montroses Schwager, dem Master of Madertie, wurde von der Regierung einberufen, lief jedoch umgehend zu den Royalisten über.

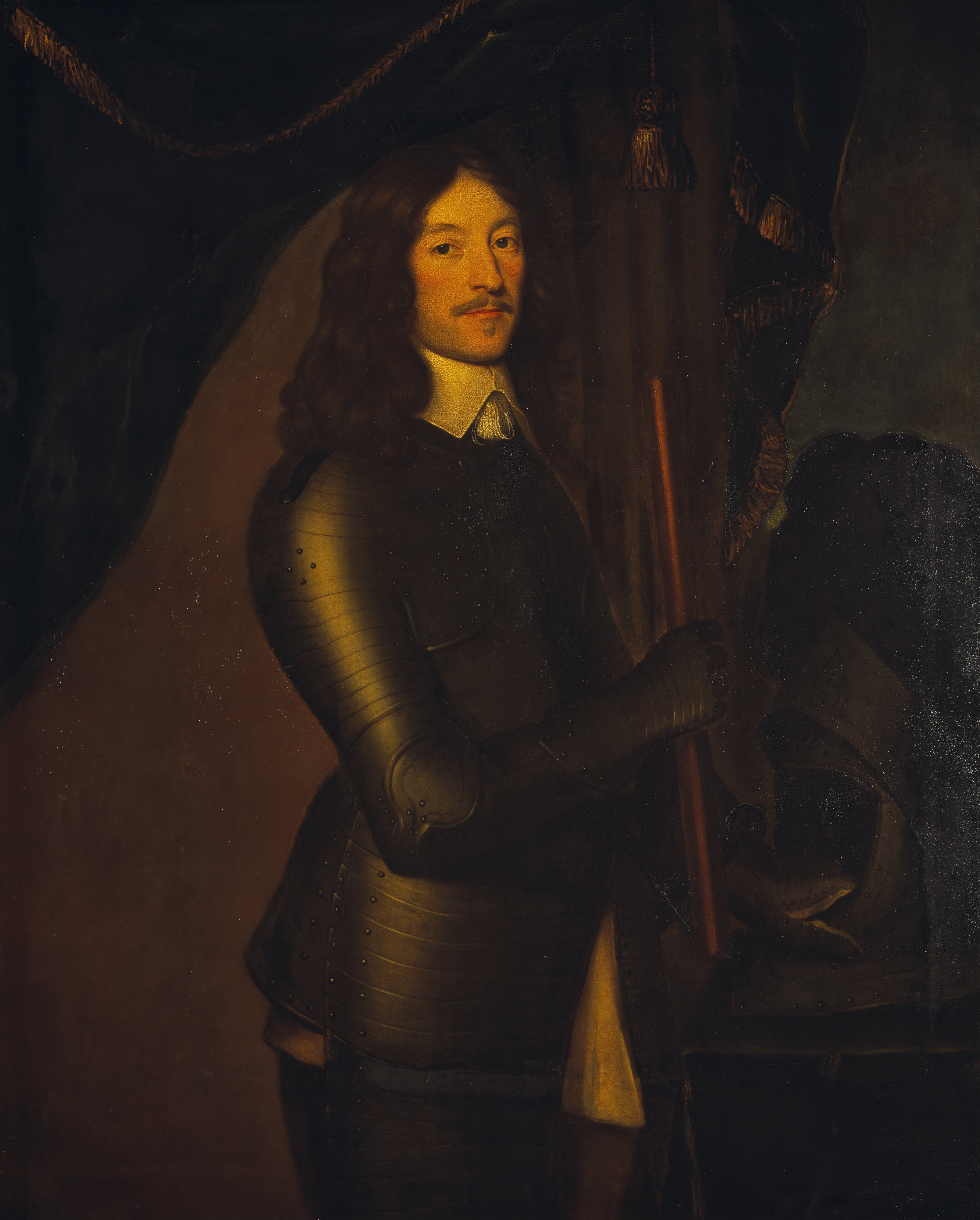
James Graham, 1. Marquess of Montrose. Gemälde zugeschrieben Willem van Honthorst, um 1640. Quelle: Wikimedia Commons – Gemeinfrei nach US-amerikanischem Recht (Public Domain)

## Die Schlacht

### Schlachtordnung und Aufstellung
Montroses Highlander und die irischen Regimenter umfassten zusammen möglicherweise nicht mehr als 2000 Mann, eventuell durch weitere Rekrutierung auf dem Marsch von Blair Atholl auf etwa 3000 angestiegen. Die irischen Truppen waren wahrscheinlich kampferprobte Soldaten, während der Rest der Royalisten aus Milizionären oder „Irregulären“ bestand. Die traditionelle Geschichtsschreibung zur Schlacht geht davon aus, dass Elcho bis zu 7000 Mann Infanterie und 800 Mann Kavallerie hatte – letztere galten als das „beste Element der Armee“ –, dazu örtliche Milizen und mehrere leichte Feldgeschütze. Diese Zahlen beruhen jedoch größtenteils auf royalistischen Quellen; realistischere Schätzungen für die Covenanter-Seite sprechen von 2000 Fußsoldaten – hauptsächlich untrainierte Milizen – und 400 Reitern. Tatsächlich haben einige moderne Historiker wie Stuart Reid sogar vorgeschlagen, dass die Royalisten die Regierungstruppen zahlenmäßig übertrafen.
Royalisten (James Graham, Lord Montrose)
- Patrick Grahams Regiment (Inchbrackie)
- Irische Brigade (Alasdair Mac Colla)
  - Thomas Laghtnans Regiment
  - Manus O'Cahans Regiment
  - James MacDonnells Regiment
- Rekrutierte aus Badenoch
- Perthshire-Milizionäre (Lord Kilpont)
- MacDonalds von Keppoch

Covenanter (John Wemyss, Lord Elcho)
- Tullibardines Regiment
- Lord Elchos Regiment
- Milizen aus Dundee und Forfarshire
- Perth Trained Bands (Hauptmann David Grant)
- Reiterregiment von Sir James Scott of Rossie
- Reiterregiment von Lord Drummond

Die beiden Armeen standen sich auf relativ flachem Gelände bei Tippermuir, drei Meilen außerhalb von Perth, gegenüber. Auf Seiten der Covenanter befehligte Lord Elcho den rechten Reiterflügel, Tullibardine kommandierte das Zentrum aus Infanterie, der linke Reiterflügel lag unter dem Kommando von Sir James Scott of Rossie – dem einzigen Veteranen in Elchos Armee an jenem Tag. Montrose stellte Lord Kilpont und dessen 400 Milizionäre gemeinsam mit den Keppoch-MacDonalds auf dem linken Flügel gegen Elcho Montrose selbst befehligte den rechten Flügel aus Atholl-Männern; im Zentrum platzierte er die Iren unter Mac Colla, unterstützt von den Badenoch-Männern. Laut Patrick Ruthven, dem 1. Earl of Forth stellte Montrose seine Truppen in einer Linie von nur drei Gliedern auf, wodurch er Elchos Front überflügelte – es scheint jedoch wahrscheinlich, dass das Zentrum der Royalisten klassisch sechs Glieder tief stand.
Laut überlieferter Geschichtsschreibung war der Schlachtruf der Covenanter „Jesus und keine Gnade!“ Montroses irische Truppen hatten Berichten zufolge nur eine Kugel Munition pro Mann. Montrose soll gesagt haben: „Meine Herren, es stimmt, ihr habt keine Waffen; eure Feinde hingegen haben viele. Mein Rat: Sucht euch auf dieser Heide den größten verfügbaren Stein, schlagt damit dem ersten Covenanter den Schädel ein, nehmt sein Schwert – und ich glaube, ihr wisst dann, was zu tun ist.“ Eine andere Version lautet: „Seid sparsam mit dem Pulver, wir haben keins zu verschwenden. Kein Schuss, außer direkt ins Gesicht des Feindes. Gebt nur eine Salve ab – und dann auf sie mit dem Claymore, im Namen Gottes und des Königs.“

### Gefechtsverlauf
Tullibardine schickte zunächst eine Einheit aus Reitern und Fußtruppen vor, vermutlich um die Iren in ihrer Munitionsknappheit zu überrumpeln. Doch die irischen Plänkler schlugen den Angriff zurück, was zu Unruhe im Zentrum der Regierungstruppen führte. Montrose gab den Befehl zum Angriff, und Mac Collas erfahrene Truppen rückten vor. Sie stießen auf weitgehend untrainierte Milizen unter Tullibardine – deren erste und zweite Reihe brach schnell auseinander und wich zurück.
Scott of Rossie versuchte, den linken Flügel zu halten, doch Montrose führte seine Atholl-Leute persönlich in den Angriff. Sie trafen Scotts Reiter frontal und drängten sie zurück ins Zentrum der Covenanter. Während ein Teil der Covenanter versuchte, sich neu zu gruppieren, brach der Großteil ihrer Truppen zusammen und wurde in die Flucht geschlagen. Wie in jener Zeit üblich, ereigneten sich die meisten Verluste während des Rückzugs. Aus der Schlacht wurde ein Massaker. Zahlreiche Stadtbewohner, die das Gefecht als Zuschauer verfolgten, gerieten ins Kreuzfeuer – viele wurden getötet. Es hieß, man könne von Tippermuir bis Perth auf den Leichen laufen.
Elcho soll nach einigen Berichten bis zu 2000 Mann verloren haben, Montrose angeblich nur einen – plus einen weiteren, der später starb. Andere Berichte sprechen von lediglich zwölf Toten auf dem Schlachtfeld, aber 400 weitere Leichen wurden zwischen Tippermuir und Perth gefunden, wo sie während der Flucht niedergemacht wurden. Unter den Toten waren mehrere Adelige: Hauptmann David Grant (Führer der Perth-Miliz), William Forbes (Laird von Reires), Patrick Oliphant von Bachilton und George Haliburton von Kelior. Es gibt jedoch keine unabhängigen Schätzungen der Verluste – wie auch bei der Truppenstärke könnten die höchsten Zahlen royalistische Propaganda sein.

## Nachwirkungen

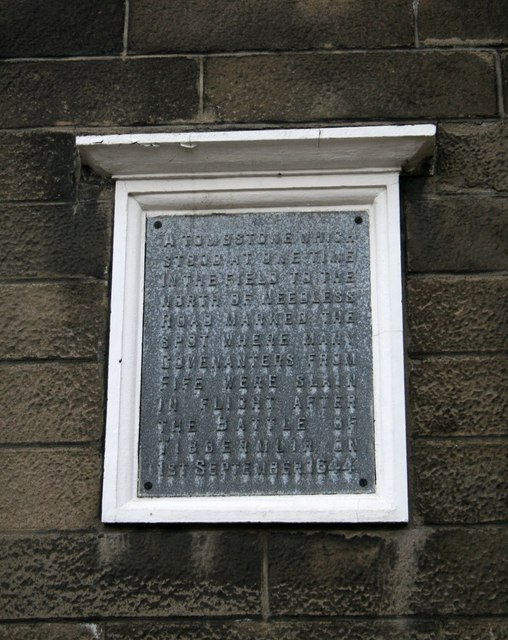
Gedenktafel in der Needless Road in Perth. Inschrift: „Ein Grabstein, der einst auf dem Feld nördlich der Needless Road stand, markierte die Stelle, an der viele Covenanter aus Fife nach der Schlacht von Tibbermuir am 1. September 1644 auf der Flucht erschlagen wurden.“

Perth wurde noch am selben Tag von Montroses Truppen eingeschlossen und kapitulierte fast sofort. Obwohl die Stadt keine nennenswerten Schäden erlitt, wurde sie zwei Tage lang von den siegreichen royalistischen Truppen geplündert; Stoffe im Wert von 1300 Pfund Sterling wurden von örtlichen Kaufleuten gestohlen. Montrose verließ Perth am 4. September, zum einen, um in Angus weitere Rekruten zu gewinnen, zum anderen, weil sich von Westen her eine stärkere Regierungstruppe unter dem Marquess of Argyll näherte.
Einer der royalistischen Kommandanten, Lord Kilpont, wurde kurz nach der Schlacht bei einem Streit von seinem Mitstreiter James Stewart of Ardvorlich ermordet. Stewart entkam und schloss sich später den Covenantern an; er erhielt den Rang eines Majors im Regiment von Argyll. Die Schlacht belebte die royalistische Sache in Schottland erheblich, und Montrose besiegte die Regierungstruppen noch im selben Monat erneut, bei Aberdeen.
Die Ereignisse rund um die Schlacht und die royalistische Kampagne 1644–1645 bilden den Kern des Romans And No Quarter von Maurice Walsh aus dem Jahr 1937.